# Jogodayuh
Jogodayuh is een bestuurslaag in het regentschap Madiun van de provincie Oost-Java, Indonesië. Jogodayuh telt 1791 inwoners (volkstelling 2010).